# Rafael Picavea Leguía
Rafael Picavea Leguía (en basc: Rafael Pikabea Legia; Oiartzun, 2 de desembre de 1867 - París, 5 de juliol de 1946) fou un polític basc. Estudià comerç a França i a Anglaterra i el 1887 marxà a Bilbao a treballar per a l'industrial de Federico Echevarría, amb la filla del qual es casà el 1894. Amb el seu sogre va fundar empreses com Papelera Española, Cooperativa Eléctrica Donostiarra, Saltos de Agua de Valcarlos, i Sociedad General de Obras de Saneamiento. Va fer una considerable fortuna, fou membre de la Lliga Nacional de Productors de Bilbao i fou elegit diputat per Sant Sebastià com a catòlic independent el 1901-1905, així com senador el 1907 i el 1910, sempre adherit a la política d'Antoni Maura.
El 1902 va gestionar l'alliberament de Sabino Arana i el 1903 va fundar el diari El Pueblo Vasco, on hi col·laborarien Ramiro de Maeztu, Azorín, Pío Baroja i Engracio Aranzadi. Donà suport la Lliga Foral Autonomista de Guipúscoa, tot i que no s'hi va adherir. Defensà la reintroducció de l'Estatut Regional de la Comissió Extraparlamentària del Comte de Romanones (1919). El 1923 fou escollit novament Senador i diputat el 1927, va defensar la dictadura de Primo de Rivera. No obstant això, a les eleccions generals espanyoles de 1931 fou elegit diputat dins les llistes del Partit Nacionalista Basc, escó que va repetir a les eleccions de 1933 i 1936. Durant la Revolució de 1934 va reclamar l'autonomia per al País Basc, i quan esclatà la sublevació militar del 18 de juliol de 1936 negocià la rendició dels sublevats del quartel de Loiola.
Durant la guerra civil espanyola fou representant del Govern d'Euzkadi a París, on hi va organitzar el seu aparell propagandístic amb Felipe Urcola i Eugène Goyhenetche. Quan acabà la guerra civil les seves propietats foren expropiades pels franquistes. Quan les tropes del Tercer Reich invadiren França, va passar a la zona no ocupada i va residir a Marsella, on va ser detingut per la policia de la França de Vichy. Quan l'alliberaren es va instal·lar a Atharratze-Sorholuze fins que va tornar a la seva casa de Donibane Lohitzune, on hi fundà l'Institut Gernika el 1943 i de la revista homònima Gernika al servei de l'Institut Basc d'Extensió Cultural, creat el 1945.